# 1898 en musique
| \| • Retour à la chronologie générale de la musique populaire • \| |
| XXIe siècle • XXe siècle • XIXe siècle • XVIIIe siècle XVIIe siècle • XVIe siècle • XVe siècle • XIVe siècle XIIIe siècle • XIIe siècle • XIe siècle • Xe siècle IXe siècle • VIIIe siècle • Haut Moyen Âge • Rome • Grèce |
| • Retour à la chronologie générale de la musique populaire • |

| • Retour à la chronologie générale de la musique populaire • |

| Années de la musique populaire : 1895 - 1896 - 1897 - 1898 - 1899 - 1900 - 1901    |
| Décennies de la musique populaire : 1860 - 1870 - 1880 - 1890 - 1900 - 1910 - 1920 |

## Événements et œuvres

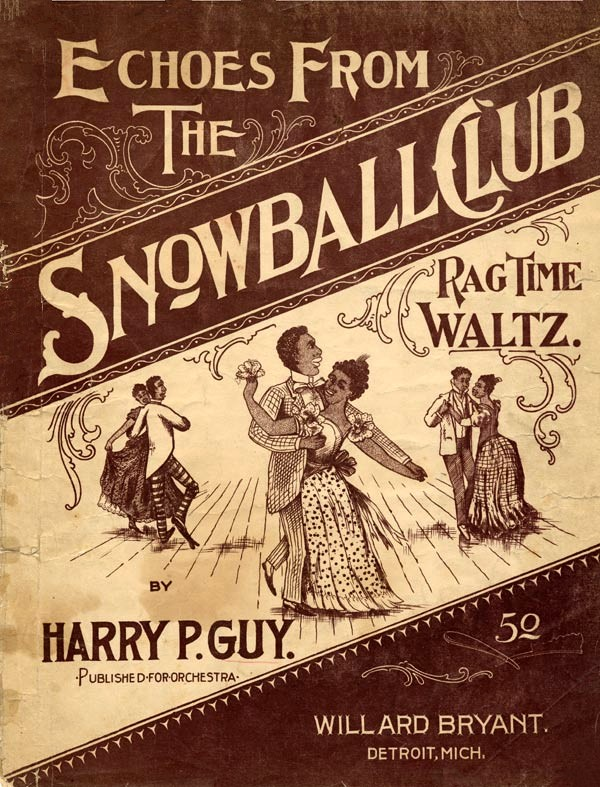
Echoes from the Snowball Club

- Publication de la chanson napolitaine 'O sole mio, de Giovanni Capurro et  Eduardo di Capua.
- Publication du ragtime Echoes from the Snowball Club de Harry P. Guy.
- Première publication par François Jaffrennou du chant en langue bretonne Bro gozh ma zadoù dans l'hebdomadaire La Résistance de Morlaix, dont il a écrit les paroles sur une musique du harpiste gallois James James.
- Autour du moulin. Chansons de la Butte ... musique dans le texte, par Eugène Lemercier, P. Blétry, Désiré Dihau, Émile Galle, L. Dequin, O. Lamart, H. Waiss et Harry Fragson.
- Dominique Bonnaud, Xavier Privas, Georges Baltha et d'autres fondent à Paris le Cabaret des Arts[1], qui deviendra en 1904 le cabaret La Lune Rousse.
- Fille d'ouvriers, chanson écrite par Jules Jouy sur une musique de Gustave Goublier.
- Jack « The Bear » Wilson et Lawrence Deas publient I Natur'ly Loves That Yaller Man, le seul exemple connu d'une progression typique du blues à 12 mesures édité avant 1900. Les paroles tiennent plus des coon songs que du blues[2].
- Will Marion Cook, Clorindy, the origin of the cake walk, comédie musicale.
- Fred S. Stone, Ma Ragtime Baby - Two Step.

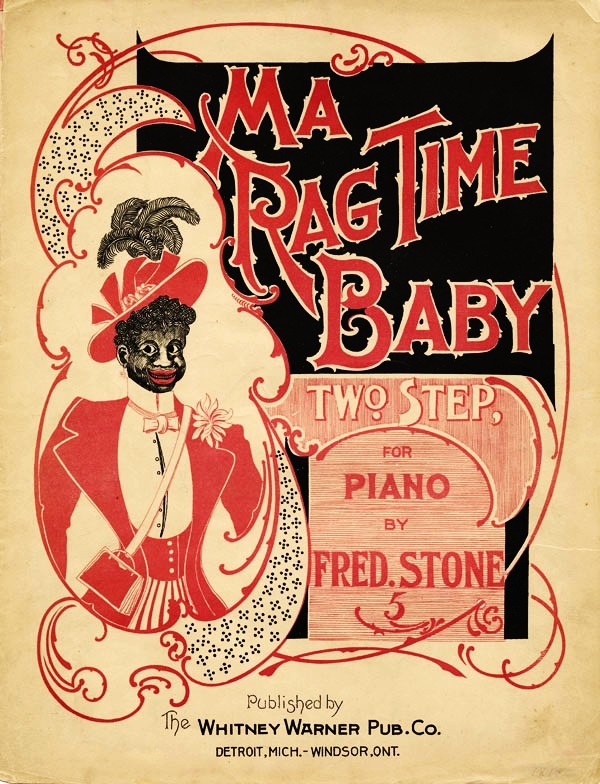
Ma Ragtime Baby

- Etilmon Stark, The W.M.A. Cadets’ March, ragtime.
- Charles Hunter, Tickled to Death, ragtime.

## Publications
- Le dernier volume de The English and Scottish Popular Ballads de Francis Child, retraçant l'évolution de 305 ballades et de leurs variantes, est publié à titre posthume[3].

## Naissances
- 3 février : Lil Armstrong, pianiste, compositrice et chanteuse afro-américaine de jazz († 27 août 1971).
- 5 février : Will Shade, musicien de blues américain (harmonica, contrebassine et guitare), membre du Memphis Jug Band († 18 septembre 1966).
- 11 mars : Amédé Ardoin, musicien américain de Louisiane, artiste de musique cadienne, chanteur et joueur d'accordéon diatonique († 1942 ou 1950).
- 14 juin : Piotr Lechtchenko, chansonnier russe († 16 juillet 1954).
- 4 juillet : Gertrude Lawrence, actrice et chanteuse de music-hall britannique († 6 septembre 1952).
- 21 juin : Avery Claflin (en), compositeur américain († 9 janvier 1979).
- 9 août : Florelle, chanteuse et actrice française, († 28 septembre 1874).
- 26 septembre : George Gershwin, compositeur américain († 11 juillet 1937).
- 24 décembre : Baby Dodds, batteur de jazz américain († 14 février 1959).

## Décès
- 4 février : Joseph Mazabraud, poète et chansonnier français (°16 juillet 1816).
- 8 août : Armand Liorat, librettiste français, auteur de chansons († 10 janvier 1837).
- 22 novembre : Eugène Imbert, chansonnier et goguettier français, historiographe des goguettes et de la chanson (° 14 mars 1821).